# Louis Brière de l'Isle

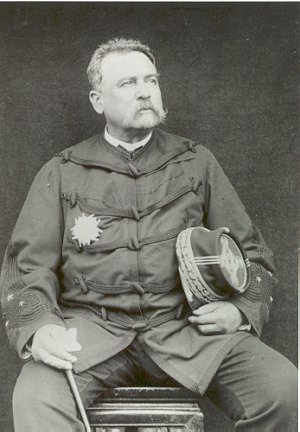
Tướng Louis Briere de lIsle

Louis Alexandre Espirit Gaston Brière de l'Isle (4 tháng 6, 1827 - 19 tháng 6, 1897) là một tướng quân đội Pháp. Ông từng làm thống đốc Senegal (1876–81), và sau đó là tổng tư lệnh Quân đoàn viễn chinh Bắc Kỳ trong Chiến tranh Trung-Pháp (tháng 8, 1884 - tháng 4, 1885).

## Sự nghiệp quân đội
Ông theo học trường trung học Juilly từ 1839 đến 1841, sinh viên tại đại học Saint-Cyr năm 1847 và tốt nghiệp ra trường với cấp bậc thiếu úy. Ông được thăng chức trung úy vào năm 1852 sau đó là đại úy năm 1856. Trong chiến tranh xâm lược Việt Nam, ông là Thiếu tá Trung đoàn Hải quân (1859 - 1860). De l'Isle tham gia chiến tranh ở Trung Quốc, từng được cử làm tướng Pháp tham gia đánh đồn Chí Hòa đầu năm 1861.
Louis Brière de l'Isle được thăng chức chỉ huy tiểu đoàn năm 1862, được Phó đô đốc Bonard cử làm tranh tra bản xứ vụ Tây Ninh năm 1863.
De l'Isle được bổ nhiệm làm Đại tá khi Chiến tranh Pháp-Phổ nổ ra vào năm 1870 và bị thương tại trận Sedan.

## Chiến dịch Senegal
Rời khỏi chiến trường, De l'Isle được cử làm Thống đốc Senegal từ 1876 đến 1881. Được mô tả là kẻ độc tài, ông tiến hành các chiến dịch chống lại quân khởi nghĩa do Abdoul Boubacar lãnh đạo suốt năm 1877 và buộc được Senegal chấp nhận bảo hộ năm 1881.
Năm 1878, bất chấp sự miễn cưỡng của Văn phòng thuộc địa, ông đã ra lệnh cho quân Pháp tấn công vương quốc Kaarta ở dọc bờ sông. Đạo quân xâm lược nhanh chóng đè bẹp sự phản kháng của vương quốc sau khi chia rẽ nội bộ vào 7 tháng 7 năm 1878, lúc quân của Sabouciré chấp nhận bảo hộ khi lãnh đạo đối lập, Almamy Niamody, bị giết.
Ông cũng chịu trách nhiệm xây dựng Nhà máy nước Mbakhana.

## Chiến tranh Pháp - Đại Nam
Được bổ nhiệm làm Chuẩn tướng vào ngày 29 tháng 1 năm 1881, Brière de l'Isle trở thành Phó Tổng Thanh tra vũ khí. Năm 1884, theo đề nghị của Bộ trưởng Chiến tranh Pháp là Jean-Baptiste Campenon (1883 - 1885), De l'Isle được chính phủ Ferry cử làm Tư lệnh lữ đoàn viễn chinh Pháp chuẩn bị tiến đánh Việt Nam với 6.500 tên lính với các tên tướng khác là tân Tổng chỉ huy quân đội Pháp ở Đông Dương Millot, tướng De Negrier. Đến nơi, Millot lập tức chia quân thành hai đại đoàn đóng ở Hà Nôi (Briere de l'Isle chỉ huy) và Hải Dương (do De Negrier chỉ huy)

### Chiến dịch Bắc Ninh
Đến tháng 2/1884, Briere de l'Isle đem quân Pháp đánh chiếm Lục Nam, nơi có liên quân Việt - Thanh đang đóng giữ. Bất chấp việc bị liên quân kháng cự quyết liệt, Pháp vẫn chiếm được Lục Nam sau một ngày đấu pháo, dọn đường cho đạo quân của De Negrier tiến chiếm lấy. Ngày 7/3/1884, hai đạo quân Pháp với 10.000 tên bắt đầu tiến lên Bắc Ninh. Sau hơn 5 ngày đánh tan các chốt phòng thủ của quân triều đình ở làng Xuân Hòa, Yên Định, làng Bưởi, núi Con Rùa... đến tối ngày 12/3/1884, Pháp chiếm đóng hoàn toàn tỉnh Bắc Ninh, quân triều đình của Trương Quang Đản vào cứu viện, nhưng bị địch chặn lại phải bỏ ngỏ rút về Yên Phong.

### Chiến dịch Thái Nguyên
Sau khi đánh chiếm được Bắc Ninh, Pháp lại chia quân thành hai cánh và lần này thì Brière de l'Isle được lệnh dẫn quân tiến đánh Thái Nguyên, Hưng Hóa để chặn đường rút lui của quân Thanh và quân ta. Ngày 16/3/1884, quân Pháp chiếm Yên Thế; đồng thời phá tan liên quân Việt - Thanh ở tỉnh Thái Nguyên. Đến sáng ngày 19/3/1884, toàn bộ cánh quân của De l'Isle tấn công đánh chiếm thành tỉnh Thái Nguyên lần thứ nhất, lúc này thành Thái Nguyên do thành thủ úy Nguyễn Quang Khoan đang đóng. Ngày 21/3/1884, sau khi phá huỷ thành Thái Nguyên, quân Pháp rút về Bắc Ninh. Ngày 15/4/1884, quân Pháp đánh chiếm Thái Nguyên lần thứ hai, nhưng đến 19/4/1884 lại rút về Bắc Ninh. Ngày 10/5/1884, chúng mới chính thức chiếm đóng thành Thái Nguyên, từng bước thiết lập bộ máy cai trị tại tỉnh Thái Nguyên.
Tại tỉnh Thái Nguyên, De l'Isle được cử làm Phó công sứ Pháp ở Thái Nguyên. Vài tháng sau, De l'Isle được cử làm Công sứ đầu tiên của tỉnh Thái Nguyên

### Chiến dịch Hưng Hóa
Tháng 3/1884, một cánh quân của De l'Isle bắt đầu tiến đánh Hưng Hóa với 7.000 tên lính. Thấy quân Pháp quá đông, tướng Thanh là Tổng đốc Vân Quý Sầm Dục Anh cho quân rút lui và quân triều đình cũng theo đó mà rút lui nốt. Thự tuần phủ Hưng Hóa là Nguyễn Quang Bích rút ra ngoài thành chờ thời cơ phản công lại.
Đến ngày 12/4/1884, De l'Isle chiếm được thành Hưng Hóa. Triều đình bèn cử Tuần phủ Nguyễn Văn Thi, Bố chính Bùi Quang Thích, Án sát Lê Ngọc Uẩn đến cai trị dưới sự kiểm soát của Pháp, nhằm ổn định tình hình và kêu gọi nhân dân thôi kháng Pháp. Nhưng bất chấp lệnh vua, nhân dân miền Đông Bắc vẫn kháng chiến mạnh, nhất là ở lưu vực sông Lục Nam.

### Tổng chỉ huy quân đội Pháp ở Việt Nam
Sau trận thua lớn ở cầu Quan Âm năm 1884, chính phủ Ferry thúc ép các tướng lĩnh Pháp tại Việt Nam phải hoàn thành xong việc xâm lược Việt Nam. Tháng 8/1884, Millot sau đó đã bị rút về Pháp và De l'Isle lên thay đã tiếp tục công việc càn quét ở trung du, nhất là ở Hải Dương và Sơn Tây với lực lượng Pháp lúc này là 434 sĩ quan, 17.570 lính. Cùng với các cuộc càn quét của các tướng "đồng nghiệp", De l'Isle tự tin giữ khá vững vùng đất đã chiếm được. Trong bức thư gửi về Bộ trưởng Hải quân Peyron vào tháng 11/1884, De l'Isle hống hách cho rằng với 2 vạn quân mà hắn chỉ huy thì hắn đi đâu cũng được, không sợ gì 10 vạn hay 15 vạn quân Trung Quốc, không cần phải có viện binh cũng lên chiếm biên giới được.
Lúc này trong nội bộ chính phủ Pháp mâu thuẫn ý kiến: một ý kiến của viên Bộ trưởng Hải quân Peyron tán thành đem quân lên thượng du Bắc Kỳ, trong khi Bộ trưởng Chiến tranh Campenon là thêm viện binh để chiếm lấy cho được "vùng Bắc Kỳ có ăn" cái đã. Ferry sau nhiều ngày suy nghĩ, đã quyết định nghe theo Peyron với một suy nghĩ là nhằm cản ảnh hưởng của Mãn Thanh vào triều đình Huế. Đầu tháng 1/1885, Campenon xin từ chức và tướng Jules Lawal lên thay đã quyết định gửi thêm 6.000 quân sang Việt Nam, đồng thời chỉ thị cho De l'Isle phải cấp tốc đánh chiếm Lạng Sơn.

#### Trận Lạng Sơn
Tháng 11/1884, De l'Isle đem phần lớn lực lượng Pháp cản phá các đội nghĩa quân ta để làm yên ổn vùng trung châu sau lưng đặng chuẩn bị đánh Lạng Sơn. Trên đường tiến quân, quân Pháp đã phải cử quan ba Delestrac (Đờ-lết-trắt) ra Thượng Hải mộ phu vì hắn không thể tìm được phu (coolie) ở nước ta. Công cuộc chuẩn bị trễ tràng của De l'Isle mãi đến tháng 2 mới động binh được.
Lợi dụng sự chậm trễ của Pháp, nghĩa quân tập trung lực lượng và đánh tan đạo quân của De Negrier ở núi Bóp (tháng 3/1885), khiến y bị thiệt mất 100 quân. Tại trận Phố Vỹ (tháng 2/1885), quân Pháp cũng bị thiệt mất 200 tên lính nữa và tiếp tế bị cắt đứt thì mới vào được Lạng Sơn, phiêu lưu qua Trung Quốc 4 – 5 km rồi quay trở lại. Pháp cho quân thám thính ở Thất Khê nhưng không động tĩnh gì, nên khoe "chiến thắng" về Pháp. Thủ tướng Ferry huênh hoang với chiến thắng đã vội điện qua De l'Isle là phải phái Negrier tiến đánh Long Châu. Viên Tổng chỉ huy quân đội Pháp tại Đông Dương hưởng ứng mệnh lệnh của chính phủ Ferry đã chuẩn bị bỏ Nam Quan tiến đánh Long Châu, mục đích là muốn có một chiến thắng buộc triều Thanh ký kết hòa ước mà hai bên mặc cả
Nhận được viện binh từ Tuyên Quang, De l'Isle chuẩn bị tiến quân qua Nam Quan. Nhưng nào ngờ, quân Thanh chưa có lệnh rút lui của triều đình Mãn Thanh đã bất ngờ xông ra tấn công mãnh liệt vào đêm 21 rạng 22/3/1885, buộc Negrier phải lui về Đông Đăng sau hai ngày kịch chiến quyết liệt. Sáng 23, quân Pháp của Negrier vượt cửa ải đến Bảng Bo, nhưng dọc đường thì bị quân Thanh chặn đánh liên tục, hai bên giành nhau các cao điểm. Negrier mở cuộc tấn công đánh chiếm Bằng Tường tới 3 lần, nhưng đều bị đánh bật ra. Bản thân Negrier cùng toàn quân Pháp rút lui trong hỗn loạn về bên kia biên giới với 100 lính bị giết, 200 bị thương. Về đến Lạng Sơn, Negrier vi mừng vì có viện binh sắp đến, lương thực sắp đầy đủ; trong khi quân Thanh liên minh với Việt Nam chuẩn bị tiến đánh Lạng Sơn.
Ngày 28/3/1885, quân Thanh đánh quyết liệt vào Kỳ Lừa, quân Pháp chống đỡ không nổi và bị thiệt hại nhiều, trong đó Negrier bị trọng thương ở ngực. Đại tá Paul Herbinger lên thay liệu thế không thể chống cự được với lực lượng quân Thanh ngày càng đông đã phải cho quân rút chạy bán sống bán chết về Phủ Lạng Thương. Trên đường chạy, chúng đã phải vứt hết đại bác xuống sông, vứt rượu ngon và cả 130.000 bạc trắng xuống cho nhẹ ngựa. Vừa chạy đến Đồng Sông (30/3/1885), Herbinger được lệnh của De l'Isle phải giữ cho được Đồng Sông, nhưng chúng cũng phải bỏ chạy trối chết về tận Hà Nội do lo sợ quân Thanh đuổi theo sát nút.
Sau trận thua thảm bại ở Lạng Sơn, tướng De l'Isle gửi điện báo về chính phủ Pháp về tin thất bại này và hắn xin "chính phủ gửi quân tiếp viện càng sớm càng hay". Tại Paris, nghị viện bỏ phiếu lật đổ chính phủ Ferry ngày 30/3/1885, đưa Brisson lên thay vào ngày 4/6/1885 với Freycinet làm Bộ trưởng Ngoại giao Pháp. Mặc dù lên cầm quyền trong lúc triều đình Huế sắp phải đầu hàng Pháp, nhưng Brisson tỏ ra khá mệt mỏi trước các tin không hay từ các tướng Pháp ở Việt Nam gửi về. Vài ngày sau cuộc phản công ở kinh thành Huế tháng 7/1885 của quân triều đình Huế, quân Pháp đánh bại vào tràn vào kinh thành bỏ trống và bối rối, đành phải điện cho Paris hỏi ý kiến. Nội các Brisson lúng túng không có một giải pháp cụ thể nào, chỉ ra lệnh cho tìm cách "làm cho tình hình khá hơn". Không thể làm cho mâu thuẫn nội bộ được hòa dịu hơn, chính phủ Brisson bị đổ ngày 21/12/1885. Nội các Charles de Freycinet lên thay

#### Triều đình Huế
Trong khi chiến sự Đông Bắc diễn ra quyết liệt trong suốt năm 1884, tướng De l'Isle luôn theo dõi tình hình triều đình Huế. Từ khi vua Kiến Phúc bị phế vào tháng 7/1884, Chính phủ Ferry lệnh cho Briere de l'Isle cử một đạo quân gồm 600 tên lính do viên đại tá Guerrier vào kinh thành làm lễ phong vương cho tân vương Hàm Nghi theo kiểu "thiên triều" trước đây. Guerrier đưa tối hậu thư chiếm thành Huế, Thuyết không xem và Guerrier không dám làm gì; ngày 17/6/1884, Khâm sứ Trung Kỳ De Champeaux cùng các võ quan Pháp vào yết kiến nhà vua, Thuyết cho dàn quân chỉnh tề và bá quan trang nghiêm. Khi Khâm sứ yết kiến, vua Hàm Nghi chỉ ngồi trên ngai vàng mà tiếp, không xuống đón và cũng không đứng dậy tiếp. Sau lễ yết kiến, Thuyết cho quân hầu dắt cả đạo quân Pháp đi vào bằng cửa hông chứ không cho đi cửa chính. Bọn Pháp rất tức tối. Ở Hà Nội, Briere de l'Isle nhận tin dữ này và có suy nghĩ: sở dĩ ngoài Bắc chưa bị khuất phục là vì triều đình Huế còn có phe chủ chiến đóng giữ. Hắn cho rằng nếu muốn bình định trung châu thì phải hoàn toàn thủ tiêu quân đội riêng của triều đình Huế. Để thực hiện ý đồ trên, De l'Isle thương lượng với Đề đốc Hải Dương Hà Văn Quán cho xin 600 quân triều đình qua cho y huấn luyện và trả lương. Đề đốc xin chỉ thị của Huế, nhưng triều đình ngần ngừ không quyết.
Không chịu thua, De l'Isle cho người vận động và mua chuộc quan lại và "sĩ phu" vô liêm sỉ thảo ra bản kiến nghị ngày 15/3/1885 gửi Bộ trưởng Chiến tranh Pháp. Trong bản kiến nghị, hắn yêu cầu Khâm sứ Pháp phải đóng ở Hà Nôi và nắm quân sự và chính trị; ở Huế chỉ có đại diện của Khâm sứ mà thôi. Pháp sẽ giải tán quân triều đình, khóa đại bác và đưa binh lính Việt về đóng ở huyện xã; lính Pháp sẽ đóng quân ở những nơi hiểm yếu: biên giới, ven biển, trung tâm. Pháp còn có ý định nữa là tháo nước lũ để đẩy quân Vân Nam ra khỏi Tuần Quán (trên Yên Bái) để lập căn cứ trên ấy, rồi đem quân sang Đông Bắc để tiến vào Long Châu.
Tại triều đình Huế, viên Khâm sứ Pháp mới lên là Lemaire đã theo ý kiến của De l'Isle yêu cầu Huế triệt bỏ vũ khí mà Tôn Thất Thuyết dàn sẵn. Thương thuyết không xong, Khâm sứ xin De l'Isle tăng viện nhưng viên tướng này không còn quân và liền yêu cầu Huế đòi triệt ngay vũ khí. Bất đắt dĩ, triều đình thương thuyết và chấp nhận việc Pháp cho quân khóa sạch miệng của 45 cỗ đại bác ở đài Bắc, các cỗ đại bác ở đài Nam. Đầu năm 1885, De l'Isle cho rút 6.000 quân triều đình để biên chế thành 2 vệ lính tập ở Hà Nội, chi lương và giao súng nhẹ để đi đàn áp ở các nơi. Đối với các quan lại thuộc phe chủ chiến thì Pháp tìm cách triệt đi. Ví du như ở Hải Dương, chúng vây nhà của thự tổng đốc Hà Văn Quan, lấy sạch ấn tín và giấy tờ rồi đưa Quan về Sài Gòn. Sợ quân đội của Hoàng Tá Viêm có thể liên lạc với quân Vân Nam, De l'Isle chủ trương buộc triều đình Huế phải giảm số quân dưới mức hòa bình, buộc hội đồng phụ chính hiện tại phải từ chức và đưa một hội đồng thuộc phe đầu hàng lên thay.
Tháng 4/1885, sau khi hiêp ước Pháp - Trung được ký kết, chính phủ Ferry gặp nhiều khó khăn do nội bộ nghị viên luôn bất hòa về vấn đề chiến tranh Việt Nam, nhân dân ta nổi lên khắp nơi. Ngày 24/4/1885, De l'Isle đánh điện về Pháp mà báo cáo: "Những toán giặc được thành lập ở khắp nơi trong các vùng đồng bằng (....) (đề nghị) tổ chức nhiều đoàn quân lưu động đánh nhiều trận tuy nhỏ thôi nhưng gian khổ và nguy hiểm, trong lúc chờ mùa thu trở lại mới có thể hoạt động với quân số quan trọng hơn". Tháng 6/1885, nội các Brisson lên thay đã thông qua ngân sách 500 triệu franc và gửi lập tức 6.000 quân sang chiến trường Việt Nam. Brisson cũng cử luôn Bá tước de Courcy, một tên bảo hoàng và rất tàn bạo ở các thuộc địa, sang làm Thống sứ Trung - Bắc Kỳ, kiêm luôn chức Tổng chỉ huy quân đội Pháp ở Đông Dương thay thế Briere de l'Isle. De Courcy có ít nhiều kinh nghiệm quân sự, nhưng kinh nghiệm ngoại giao thì tên này "dốt đặc thôi" (chữ dùng của cố GS Trần Văn Giàu).
Ngày 27/6/1885, khi De Courcy vừa đến Huế cùng với quan năm Kretin (Cơ-rê-tanh) dẫn 4 đại đội bộ binh vào Huế, Briere de l'Isle ở Hà Nội tuyên bố: "Tôi lại luôn luôn nghĩ rằng cái cách duy nhất để giải quyết hiện tình là phải bắt cóc hai người quan phụ chính". Mặc dù tuyên bố hùng hồn như thế, nhưng Briere de l'Isle băn khoăn khi chọn phương pháp để ép buộc Huế phải đầu hàng vô điều kiện. Trong cuộc hội đàm với Khâm sứ Lemaire, Champeaux và De Courcy, Briere de l'Isle chủ trương không bắt Tôn Thất Thuyết bằng vũ lực ngay vì lo rằng Tôn Thất Thuyết có thua trận thì rút vào sơn phòng, kêu gọi toàn dân kháng chiến và như thế rất khó khăn cho công cuộc chinh phục Việt Nam của Pháp; yêu cầu phải tổ chức vây cánh ở triều đình Huế và củng cố những nơi đã chiếm được.